# Чемпионат мира по бобслею и скелетону 1993
45-й чемпионат мира по бобслею и скелетону прошёл с 31 января по 19 февраля 1993 года в городах Игльс (соревнования у бобслеистов) и в Ла-Плане (соревнования по скелетону).

## Бобслей

### Соревнование двоек
| Золото                                     | Серебро                                  | Бронза                                        |
| Кристоф Ланген, Пер Джочель (3:30,91 мин.) | Густав Ведер, Донат Аклин (3:31,54 мин.) | Вольфганг Хоппе, Рене Ханнеман (3:31,92 мин.) |

### Соревнование четвёрок
| Золото                                                   | Серебро                                                        | Бронза                                                    |
| Густав Ведер, Донат Аклин, Курт Мейер, Доменико Семераро | Хубер Шёссер, Харальд Винклер, Герхард Рёдль, Герхард Хайдахер | Брайан Шаймер, Брайан Летургез, Карлос Кирби, Рэнди Джонс |

## Скелетон

### Соревнования у мужчин
| Место | Спортсмен      | Страна    | 1 попытка | 2 попытка | 3 попытка | 4 попытка | Итоговый результат |
| ----- | -------------- | --------- | --------- | --------- | --------- | --------- | ------------------ |
|       | Анди Шмид      | Австрия   | 62.88     | 63.10     | 62.88     | 63.14     | 4:12.00            |
|       | Франц Планггер | Австрия   | 62.64     | 63.27     | 63.00     | 63.46     | 4:12.37            |
|       | Грегор Штели   | Швейцария | 62.99     | 63.70     | 62.79     | 63.28     | 4:12.76            |

## Медальный зачёт
| Место | Страна    | Золото | Серебро | Бронза | Всего |
| ----- | --------- | ------ | ------- | ------ | ----- |
| 1     | Австрия   | 1      | 2       | 0      | 3     |
| 2     | Швейцария | 1      | 1       | 1      | 3     |
| 3     | Германия  | 1      | 0       | 1      | 2     |
| 4     | США       | 0      | 0       | 1      | 1     |